# 雙設定點控制

雙設定點控制的符號

雙設定點控制（Double-setpoint control）是在控制理論中，和起停式控制很類似的一種回授控制。雙設定點控制有二個設定點，在設定點附近有設定遲滯曲線，可以用在可能用來加熱或是冷卻的場合，或是控制輸出會在三種不同狀態下變化的情形。
利用起停式控制也可以達到類似的功能，例如在停止時為冷卻，在啟動時為加熱，但在其溫度不需加熱也不需冷卻的情形，雙設定點控制有不加熱也不冷卻的狀態，而起停式控制會反覆的在加熱和冷卻之間切換。
另一種應用是用在位置控制器上，以自動洗車機車刷的位置控制為例，可能有位置太高、位置太低及不需移動三種狀態。也是適合使用雙設定點控制的應用。
此理論曾經由J. Gregory Vermeychuk的確認。double-bang-bang理論曾用在Luft Instruments的Model 77控制器上，用在實驗室滴定以及植物的應用上。